# Łeopold Łewycki
Łeopold Iwanowycz Łewycki, ukr. Леопо́льд Іва́нович Леви́цький, wzgl. Leopold Lewicki (ur. 7 sierpnia 1906 w Burdiakowcach, zm. 14 maja 1973 we Lwowie) – malarz, grafik, rzeźbiarz. Był synem Polaka i Ukrainki.

## Życiorys
Urodzony 7 sierpnia 1906 r. w Burdiakowcach jako syn kowala Jana Lewickiego i Olhi z domu Bluss. Uczęszczał do Państwowego Gimnazjum im. Juliusza Słowackiego w Czortkowie, a po jego ukończeniu studiował od roku 1925 prawo na Uniwersytecie Jagiellońskim, ale szybko zamienił je na studia w Akademii Sztuk Pięknych w Krakowie.
Początkowo studiował rzeźbę u Ksawerego Dunikowskiego, potem grafikę u Józefa Mehoffera i malarstwo u Władysława Jarockiego. Kontynuował studia w Paryżu 1930/1931 w paryskiej filii Akademii, kierowanej przez Józefa Pankiewicza. W czasie pobytu w Paryżu skrystalizowały się jego lewicowe poglądy. Został wydalony z Francji w roku 1931 za udział w demonstracji pod Ścianą Komunardów na cmentarzu Père-Lachaise organizowanej przez Francuską Partię Komunistyczną.
Po powrocie do Polski studiował na ASP w Krakowie u rektora Fryderyka Pautscha. Już w czerwcu 1932 r. doszło między władzami uczelni i częścią studentów do konfliktu o umieszczenie jego prac w dorocznej wystawie uczelnianej. Tego samego dnia został aresztowany za stworzenie grafik o treści antyreligijnej i antypaństwowej. Zwolniony z aresztu w lipcu, w listopadzie został relegowany z uczelni, ale też otrzymał wraz z dwoma innymi relegowanymi studentami wystawę w gmachu Związku Powszechnego Artystów Plastyków w Krakowie, a w grudniu został przyjęty do ZPAP.
Został członkiem Grupy Krakowskiej, którą współtworzył ze swoimi przyjaciółmi Jonaszem Sternem i Henrykiem Wicińskim, tworząc ostatnią generację przedwojennej awangardy. Ponieważ Grupa sympatyzowała z komunizmem (Lewicki był aktywistą Komunistycznej Partii Polski), był represjonowany przez Policję. Jako członek Grupy miał trzy wystawy swoich dzieł: w gmachu Towarzystwa Przyjaciół Sztuk Pięknych we Lwowie (1933 r.), w Liceum Krzemienieckim w Krzemieńcu Wołyńskim (1934 r.) i siedzibie ZPAP w Krakowie (1935 r.), a w 1936 r. jego prace zakwalifikowano do wystawy zbiorowej w warszawskim Instytucie Propagandy Sztuki.
Po zakończeniu edukacji uprawiał linoryt i drzeworyt. W swoim malarstwie czerpał z puryzmu, futuryzmu i ekspresjonizmu czy prac Paula Klee i George'a Grosza. Tworzył obrazy o radykalnej tematyce społecznej, ale także wielopłaszczyznowe kompozycje abstrakcyjne. W 1935 r. zamieszkał w Czortkowie i wkrótce został aresztowany w związku ze śledztwem prowadzonym przeciw członkom Komunistycznej Partii Zachodniej Ukrainy oraz Komunistycznej Partii Polski. Zwolniony pół roku później, m.in. po apelu krakowskiego oddziału ZPAP, w 1936 r. zamieszkał we Lwowie.
W styczniu 1937 r. zorganizowano wystawę prac jego i Stanisława Osostowicza w ZPAP we Lwowie, gdzie doceniono jego grafiki, ale miesiąc później znalazł się wśród 30 lewicujących artystów, których usunięto z krakowskiego ZPAP pod pretekstem zalegania ze składkami, zaś w marcu ZPAP przystąpił do Obozu Zjednoczenia Narodowego.
Po wrześniu 1939 został przewodniczącym rady miejskiej Czortkowa, potem dziennikarzem w regionalnej gazecie „Nowe Życie”, pracował także w miejscowym Domu Armii Radzieckiej. Po agresji niemieckiej ewakuowany do Azji Środkowej, w rejonie Samarkandy, gdzie pracował jako nauczyciel i członek batalionów budowlanych. W 1944 r. zamieszkał znów we Lwowie, od tamtej pory tworzył w stylu socrealizmu malarstwo sztalugowe i dekoracyjne, rzeźbę oraz grafikę, a głównie drzeworyty i działał w związku plastyków. Po wojnie jego prace wystawiano w wystawach poświęconych sztuce polskiej i ukraińskiej, m.in. w Warszawie (1955, 1956, 1962, 1966), Lwowie (1949, 1957), Berlinie (1961), Moskwie (1951) i San Francisco (1963). W roku 1970 został mianowany Zasłużonym Artystą Ukraińskiej Republiki Radzieckiej.
Zmarł 14 maja 1973 r. we Lwowie i został pochowany na Cmentarzu Łyczakowskim.

## Odznaczenia
- Order Lenina (27 października 1967)[8];
- Order „Znak Honoru” (24 listopada 1960).

## Upamiętnienie

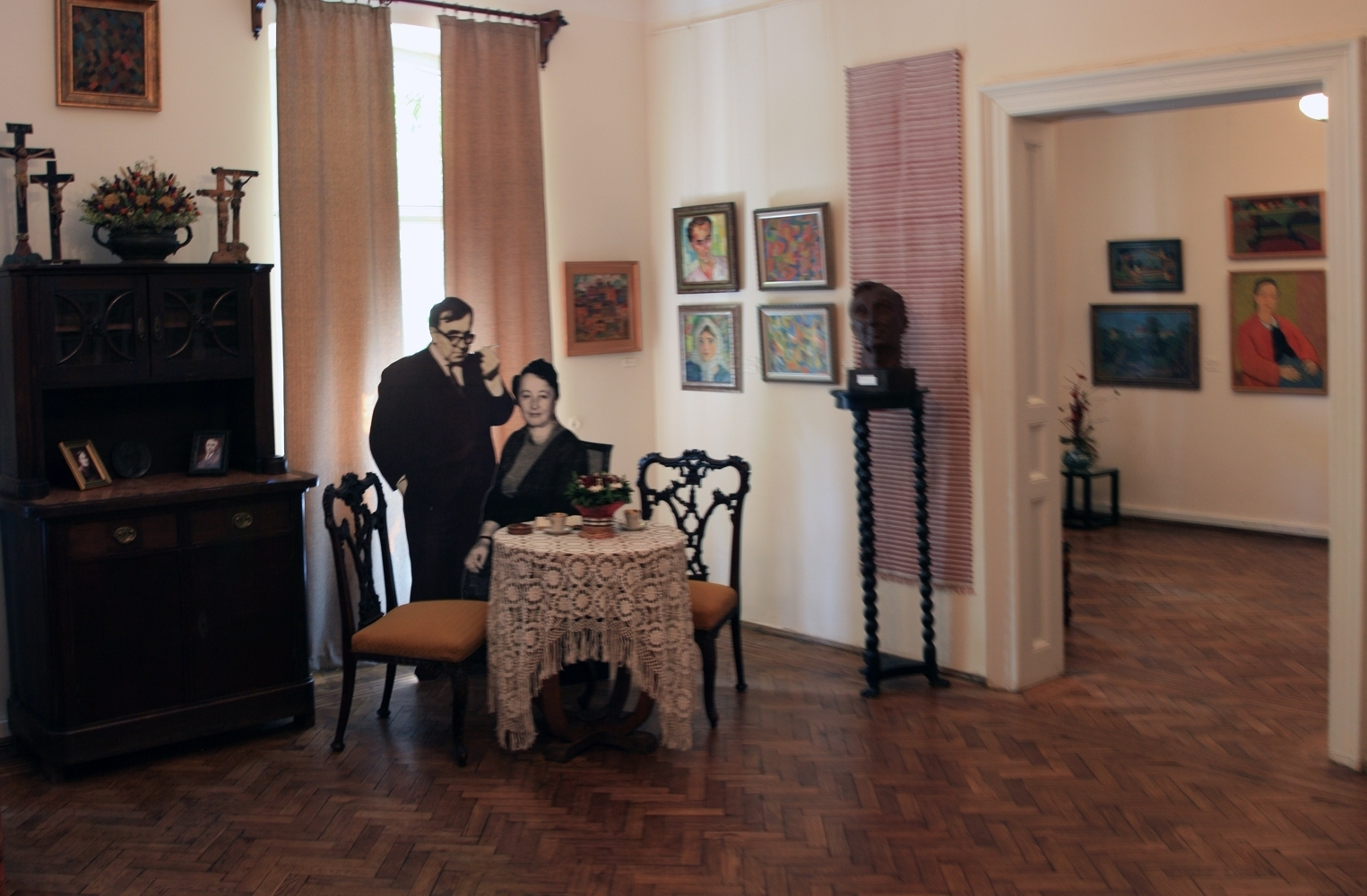
Muzeum Lewickiego we Lwowie

W 1984 w dawnym mieszkaniu Lewickiego we Lwowie otwarto muzeum jego imienia. Również we wsi Burdiakowce otwarto w 1996 r. poświęcone mu muzeum.